# Craig Venter

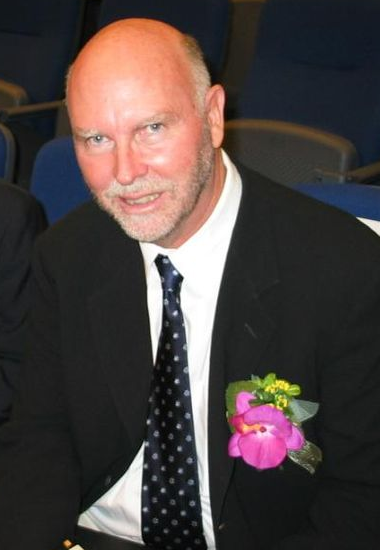
Craig Venter w 2004

John Craig Venter (ur. 14 października 1946 w Salt Lake City w USA) – amerykański biotechnolog i przedsiębiorca.
W szkole średniej zamierzał przez pewien czas porzucić naukę. Walczył w Wietnamie; po zakończeniu wojny rozpoczął studia medyczne lecz ostatecznie zrezygnował z nich. Uzyskał stopnie naukowe z zakresu biochemii, fizjologii i farmakologii.
Był założycielem, dyrektorem i głównym naukowcem w firmie Celera Genomics, która stała się sławna z powodu prowadzonych przez nią prac nad ludzkim genomem niezależnie od publicznego Human Genome Project. Firma ta zamierzała wykorzystać wyniki prac do celów komercyjnych. Venter założył w 1992 roku The Institute for Genomic Research, a obecnie jest dyrektorem The Center for the Advancement of Genomics. W roku 2005 został współzałożycielem firmy Synthetic Genomics.
W 1999 otrzymał nagrodę Newcomb Cleveland Prize za pracę naukową opublikowaną w czasopiśmie Science – The Genome Sequence of Drosophila melanogaster (doi://10.1126/science.287.5461.2185)
4 września 2007 kierowany przez Ventera zespół genetyków opublikował w czasopiśmie „PLoS Biology” pełną sekwencję jego genomu. Była to pierwsza tak dokładna analiza materiału genetycznego konkretnego człowieka.
18 października 2007 ukazała się jego autobiografia zatytułowana A Life Decoded: My Genome: My Life.
W październiku 2007 Venter ogłosił, że jego grupa badawcza rozpoczyna pracę nad utworzeniem w sposób syntetyczny żywego organizmu. Pierwszym etapem miało być odtworzenie bakterii Mycoplasma genitalium. 29 stycznia 2008 w magazynie „Science” opublikowano doniesienie o uzyskaniu pełnego genomu bakterii.
W maju 2010 zespół Ventera stworzył pierwszą na świecie żywą komórkę zdolną do rozmnażania, tzw. sztuczne życie